# Короткий продаж
Короткий продаж (англ. short-selling, shorting) — це продаж фінансових інструментів (валюти, цінних паперів тощо), якими продавець не володіє на момент продажу. Такий продаж роблять із наміром купити фінансовий інструмент пізніше, за нижчою ціною. «Короткі» продавці намагаються отримати прибуток від очікуваного зниження ціни на такий інструмент.
Зазвичай, продавець позичає або орендує цінні папери, які він збирається продати, а пізніше купує ідентичні цінні папери, щоб повернути їх позикодавцю. Якщо ціна на такі цінні папери падає, продавець отримує прибуток за рахунок продажу «запозичених» цінних паперів за ціною вищою, ніж складеться на ринку на час їх купівлі. З іншого боку, якщо ціна на папери зростає, продавець втрачає гроші, оскільки йому доведеться купувати фінансовий інструмент за вищою ціною, ніж його було продано. Така практика є дуже ризиковою у тому сенсі, що ціна може зростати необмежено і навіть перевищити капітал продавця.
Практика закупівлі цінних паперів після їх продажу відома під назвою «закриття позиції» (англ. closing a position), або «покриття» (англ. covering).
Дехто вважає, що короткий продаж морально неприйнятний, тому що це спекулятивна діяльність, яка користає зі збитків інших компаній чи людей.  